# Ђузепе Енричи
Ђузепе Енричи (итал. Giuseppe Enrici,  2. јануар 1896. — 1. септембар 1968) бивши је италијански професионални бициклиста у периоду од 1921. до 1928. године. Највећи успех остварио је 1924. када је освојио Ђиро д’Италију. Енричи је тако постао први победник Ђира који је рођен ван Италије.

## Детињство и почетак каријере
Италијани су у таласима мигрирали у Пенсилванију у задњој декади 19. века, а Енричијева породица је била међу онима које су се настаниле у Питсбург. Између 1890. и 1900. популација Италијана у граду је са 2.794 порасла на више од 66.000. Многи су радили у железницама, рудницима и каменоломима. Енричијева породица је у једном тренутку одлучила да се врати у Италију и доселили су се у Пијемонт. Регион Северне Италије је био срце бициклизма и млади Ђузепе се заинтересовао за тај спорт.
Након што је возио индивидуално, Енричи се 1922. придружио тиму Лењано, једном од најбољих италијанских тимова. Прве сезоне је завршио на 17 месту класик Милано—Санремо, након чега је возио Ђиро д’Италију по први пут. Ђиро 1922. је био јако тежак, 75 возача је стартовало, а завршило га је само 15. Енричи је био доста добар, завршио је трећи на седмој и осмој етапи, четврти на деветој и завршио је Ђиро на подијуму, освојио је треће место, сат, 35 минута и 33 секунде иза победника и сувозача, Ђованија Брунера. Друго и четврто место су такође освојили возачи тима Лењано, који је доминирао те године. Након Ђиро д’Италије, Енричи је завршио пети на Ђиро дел’Емилија трци и четврти на Ђиро ди Пијемонт трци.

## 1923—1928
Милано—Санремо је другу годину заредом завршио на 17 месту. На Ђиро д’Италији 1923. Енричи је две етапе завршио у првих 10, прву и осму етапу. Ђиро је завршио на шестом месту у генералном пласману. У јулу је освојио друго место на Ђиро дел’Емилија трци, завршио је иза Ђованија Микеле-Гординија. У наставку сезоне завршио је десети на Ђиро ди Тоскани, шести на Милано—Модена трци и десети на Ђиро ди Ломбардији.
1924. завршио је девети на Ђиру Пијемонта. На Ђиро д’Италији, Енричи је имао велику прилику, јер многа велика имена нису учествовала: Ђовани Брунеро, Костанте Ђирарденго, Отавио Ботекја и Гаетано Белони. Најбољи возачи су тражили новац од својих тимова да би возили Ђиро, тимови су тражили новац од организатора Ђира, организатори су одбили да дају новац и најбољи возачи нису учествовали. Такође, Ђиро 1924. је остао упамћен и по томе што је на њему учествовала жена, Алфонсина Страда, прва и једина жена која је икада возила Ђиро. Први део трке је протекао добро за Енричија, завршио је свих шест првих етапа у топ 5 и након шесте етапе био је на другом месту у генералном пласману, 16 минута иза лидера, Федерика Гаја. На седмој етапи, од Фође до Лаквиле, дугој 304 km, Гај је напао у намери да повећа предност, али су га убрзо престигли прави брдаши. Гај је због уложеног напора остао без снаге у финишу и изгубио је 17 минута. Енричи је победио на етапи и преузео вођство са минут испред Гаја. Два дана касније, на осмој етапи, Енричи је победом учврстио своју предност, јер је Гај изгубио 40 минута по јако лошем времену. На деветој етапи, Артуро Ферарио је победио секунду испред Енричија. Енричи је добио инфекцију стопала, али је повећао предност на задњим етапама и освојио је Ђиро са 58 минута и 21 секунду испред Федерика Гаја. Након Ђира, Енричи је возио Тур де Франс по први пут, али га је напустио током четврте етапе.
Енричи никад више није био на истом нивоу као 1924. 1925. није успио да заврши Ђиро, а Тур де Франс је напустио током етапе 11. 1926. је завршио Ђиро на петом месту, наредне године није успио да га заврши, док га је 1928. завршио на 13 месту. На крају сезоне завршио је каријеру. 1930. возио је трку гран при Кана, коју је завршио на трећем месту, након чега се није више враћао бициклизму.
Умро је у Ници 1. септембра 1968.